# Comm' 'a 'nu sciummo/È cchiù forte 'e me
Comm' 'a 'nu sciummo/È cchiù forte 'e me, pubblicato nel 1968, è un singolo del cantante italiano Mario Trevi.

## Storia
Il disco contiene due brani inediti di Mario Trevi. Comm' 'a 'nu sciummo è presentata al Festival di Napoli 1968 con Mario Merola.

## Tracce
Lato A
- Comm' 'a 'nu sciummo (Barucci-Esposito-Palumbo)

Lato B
- È cchiù forte 'e me  (Palumbo-Avitabile)

## Incisioni
Il singolo fu inciso su 45 giri, con marchio Durium (QCA 1389).
Direzione arrangiamenti: M° Eduardo Alfieri.